# 巴雷特 (加利福尼亞州馬里波薩縣)
巴雷特（英語：Barrett）是位於美國加利福尼亞州馬里波薩縣的一個非建制地區。該地的面積和人口皆未知。

## 地理
巴雷特的座標為37°38′24″N 120°17′09″W / 37.64000°N 120.28583°W，而該地的平均海拔高度為267米（即876英尺）。